# Mulona lapidaria
Mulona lapidaria là một loài bướm đêm thuộc phân họ Arctiinae, họ Erebidae.